# Republikanische Plattform
Die Republikanische Plattform (Respublikanska Platforma) ist eine liberal-konservative Partei in der Ukraine, die aktuell am Bündnis Unsere Ukraine beteiligt ist.

## Geschichte
Die Geschichte der damaligen Ukrainische Republikanischen Partei (URP) weist bis in die Zeit der Sowjetunion zurück. Ihre Vorläuferin ist die 1988 gegründete ukrainischen Helsinki-Union, eine Menschenrechtlergruppe. 1990 wurde aus dieser heraus die URP gegründet. Sie war mit ihrer Gründung am 5. November 1990 die erste registrierte Partei der Ukraine. 1999 schloss sich die Partei der Bewegung gegen die Wiederwahl des damaligen Präsidenten Kutschma an. 2001 war die Partei an der Gründung des heutigen Block Julia Timoschenko beteiligt. 2002 fusionierte sie mit der Partei UVP-Sobor, wodurch sie ihren zusätzlichen Namen erhielt. 2005 wechselte die Partei vom Block Julia Timoschenko zum Konkurrenzbündnis Unsere Ukraine.
2011 fusionierte die Versammlung mit der Ukrainischen Plattform-Partei und benannte sich in Ukrainische Plattform "Versammlung" um.
2015 benannte sich in Republikanische Plattform um.

## Politische Ausrichtung
Die Partei hat eine liberal-konservative Grundausrichtung, noch aus ihrer Verwurzelung im Dissidenten-Milieu der Sowjetzeit. Sie unterstützt die Bemühungen um die Aufnahme der Ukraine in die EU und NATO.

## Belege
1. ↑  Українська республіканська партія „Собор“, Database DATA
2. ↑  Одна з партій НУНС перейменувалася та змінила голову, Ukrajinska Prawda (3. Dezember  2011)